# لا پالما (کوندینامارکا)
لا پالما (انگلیسی: La Palma, Cundinamarca) نام شهری در کشور کلمبیا است.